# 로시 데팔마
로시 데팔마(스페인어: Rossy de Palma, 1964년 9월 16일~)는 스페인의 배우, 모델이다.

## 출연 작품

### 영화
- 욕망의 법칙 (1987)
- 신경쇠약 직전의 여자 (1988)
- 욕망의 낮과 밤 (1989)
- 키카 (1993)
- 패션쇼 (1994)
- 비밀의 꽃 (1995)
- 블리트 (2002)
- 20 센티미터 (2005, 20 centímetros)
- 브로큰 임브레이스 (2009)
- 쓰리매니웨딩 (2013)
- 쿠크하트: 시계심장을 가진 소년 (2013) - 목소리
- 줄리에타 (2016)
- 마담 (2017)
- 브리용티심 (2018)
- 돈키호테를 죽인 사나이 (2018) - 농부의 아내 역
- 패러렐 마더스 (2021)

### TV
- 라 케 세 아베시나 (2014)